# Future Offensive Air System

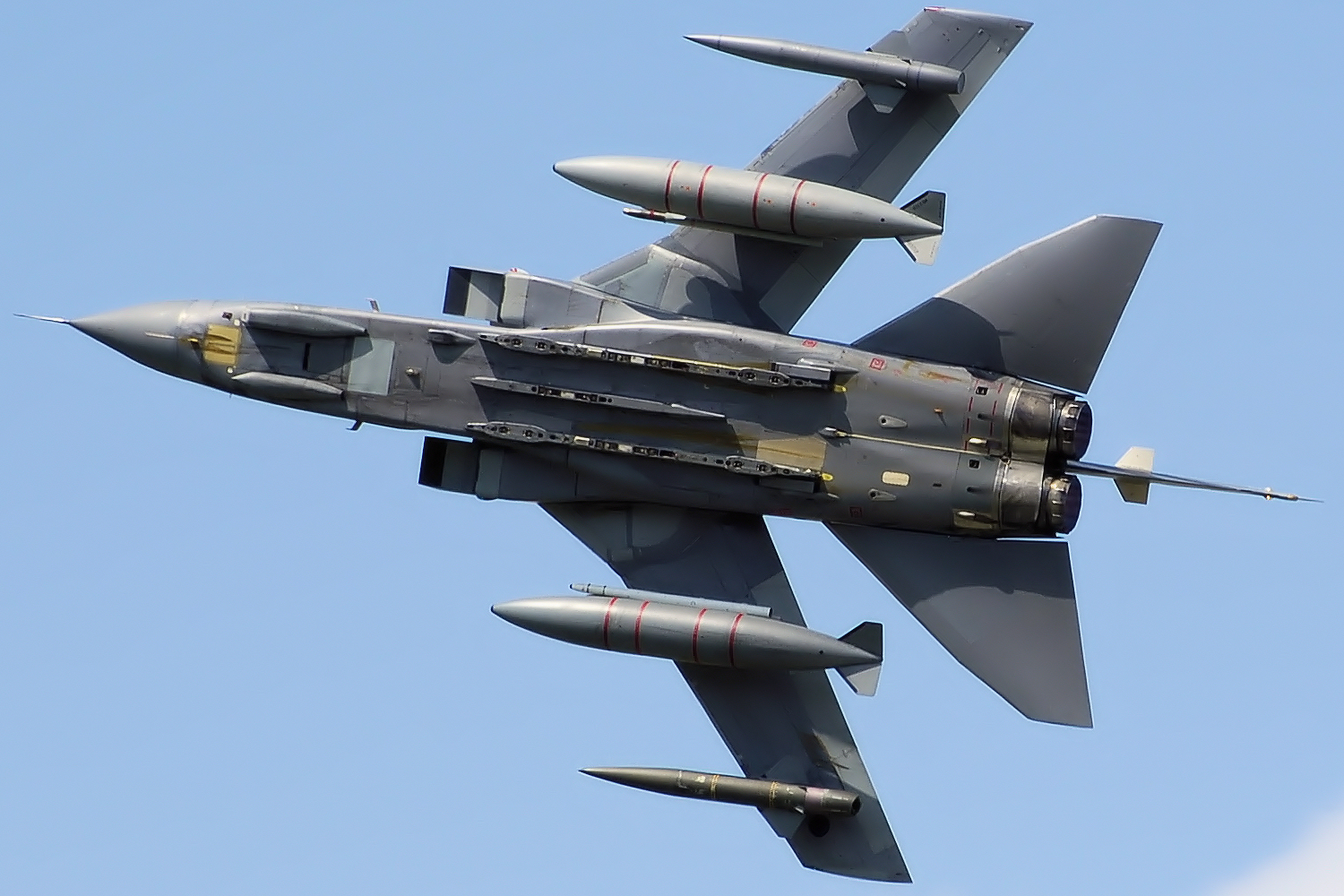
Ein Tornado GR4, der durch das FOAS abgelöst werden sollte …

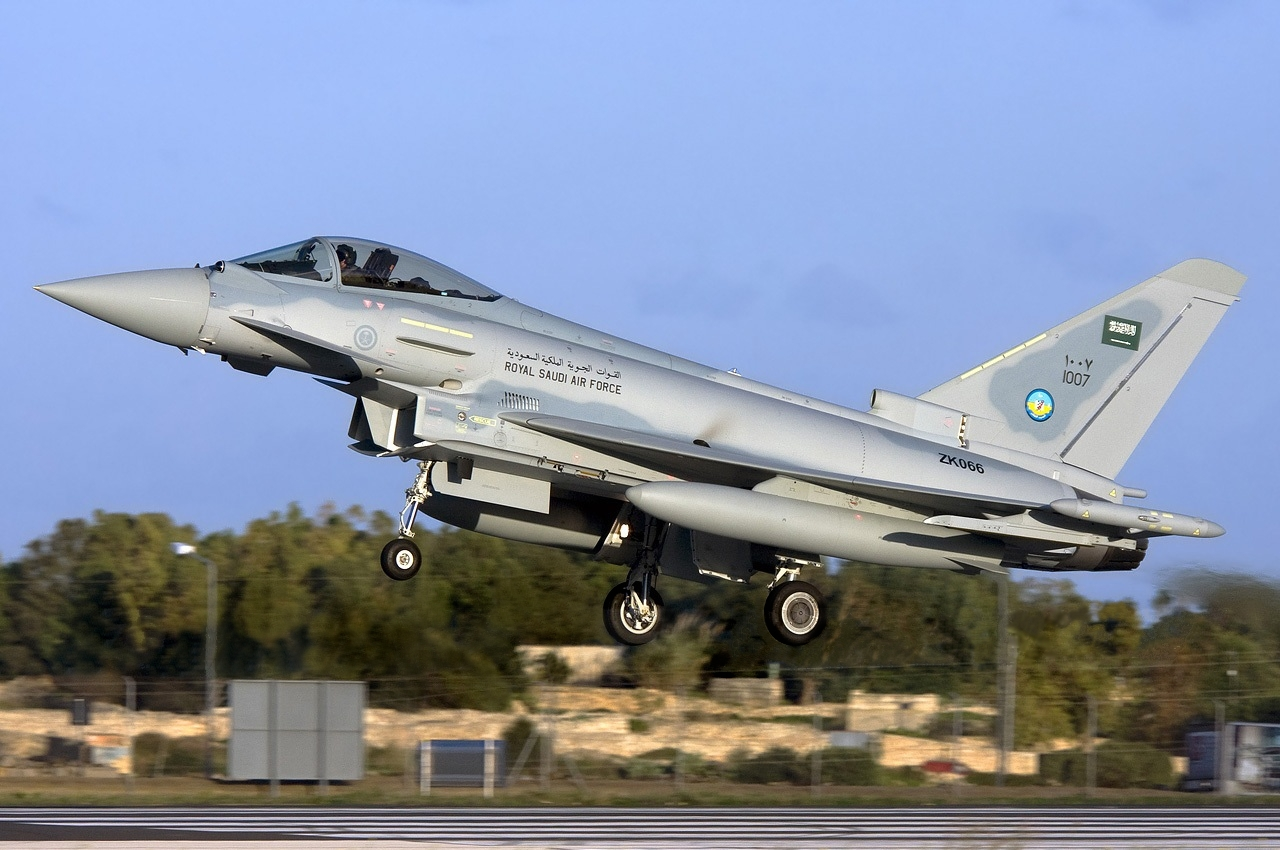
… und ein Eurofighter, der von den FOAS-Studien profitierte

Das Future Offensive Air System (FOAS) war eine Studie, welche einen Ersatz für den Panavia Tornado der Royal Air Force finden sollte. Die Indienststellung des Systems sollte 2017 stattfinden, das Projekt wurde jedoch 2005 abgebrochen. Eine europäische Kooperation wurde angestrebt, und mit Frankreich verwirklicht. Deutschland zeigte Interesse beizutreten. Obwohl sich die Franzosen später zurückzogen, sind die gemeinsamen Anforderungen bei modernen Waffensystemen wie Drohnen (Neuron, Taranis) und Marschflugkörpern (Scalp EG, Storm Shadow, Taurus) noch erkennbar.
Während des Projektes wurde auch ein bemanntes Flugzeug gesucht, welches neben Kampfdrohnen und Marschflugkörpern Teil des FOAS-Konzepts sein sollte. Da eine komplette Neuentwicklung aus Kostengründen nicht in Frage kam, wurden Varianten existierender Flugzeuge wie F-22, F-35 und Eurofighter auf ihre Tauglichkeit untersucht. Der Typhoon kristallisierte sich dabei als Hauptplattform für FOAS heraus, sodass in Zukunft Erkenntnisse der FOAS-Studien (synthetisches Cockpit, stärkere Triebwerke für Mach-2-Marschflug, Conformal Fuel Tanks, „Signaturkontrolle“, Waffenschacht, Sprachsteuerung von Drohnen, Energiewaffen, leistungsstarke Datenlinks) in das Eurofighter-Projekt einfließen werden. Gleiches ist auch für die A400M denkbar, welche in Zukunft Marschflugkörper einsetzen könnte.

## Geschichte

### Frühe Visionen
Im Jahr 1988 kam das European Fighter Aircraft (EFA) gerade in Gang und sollte den Panavia Tornado um eine Luftüberlegenheitskomponente ergänzen. Das EFA wurde vom damaligen Air Chief Marshal Sir Peter Harding für die kosteneffektivste Lösung gehalten. Ein Tarnkappenflugzeug mit weniger Manövrierfähigkeit wurde abgelehnt, da das EFA bewusst als Dogfight-fähiges Kampfflugzeug den Tornado ergänzen sollte. Die Tornado ADV sollten aufgrund ihres größeren Einsatzradius aber auch nach Einführung des EFA die britischen Inseln verteidigen, während das EFA in Westdeutschland stationiert werden sollte, um die Phantoms zu ersetzen. Das EFA sollte auch die SEPECAT Jaguar in der Luft-Boden-Rolle ersetzen und besitzt mehr Reichweite, Überlebensfähigkeit und Bombenlast als diese. Eine Aufgabe der Tornados, die Luftnahunterstützung, wurde aber als zunehmend schwierig empfunden, da die Flugabwehrbedrohung des Paktes stetig stieg. Als mögliche Lösung wurden intelligente Abstandswaffen mit Hohlladung (später Brimstone) und Marschflugkörper (Modular Standoff Weapon System, MSOW) angesehen, letztere besonders zur Zerstörung von Flugplätzen, welche sonst mit dem JP233 überflogen werden müssten. Der Marschflugkörper sollte einen abbildenden Sensor mit intelligenter Bildverarbeitung besitzen. Langfristig wurden neben einer neuen Generation von Luft-Luft-Lenkwaffen, und einer AWACS-Verbesserung, welche die rein passive Ortung und Verfolgung von Zielen durch ESM erlauben würde, auch satellitengestütztes bistatisches Radar anvisiert.
Als die Sprachsteuerung in das EFA implementiert wurde, wurde damit nicht nur eine Entlastung des Piloten angestrebt: Die digitale Aufzeichnung des Gesprochenen ermöglicht es auch, das Datenpaket schmalbandig zu senden, während konventionelle Sprache ein breites Übertragungsband benötigt. Unter schweren gegnerischen Störungen, wenn Gespräche nicht mehr gesendet werden können, kann der EFA-Pilot die Aussagen der Flügelmänner auf seinem HUD lesen, da nur die Wort-Codes durch das EFA gesendet werden müssen. Langfristig erwies sich die Codierung des Wortschatzes als Glücksfall. Eine DERA-Studie von 1998 sah die Sprachsteuerung bei Typhoon und Rafale als sehr vorteilhaft an, um eine natürliche Interaktion mit unbemannten Flugzeugen zu ermöglichen.

### Programmstart

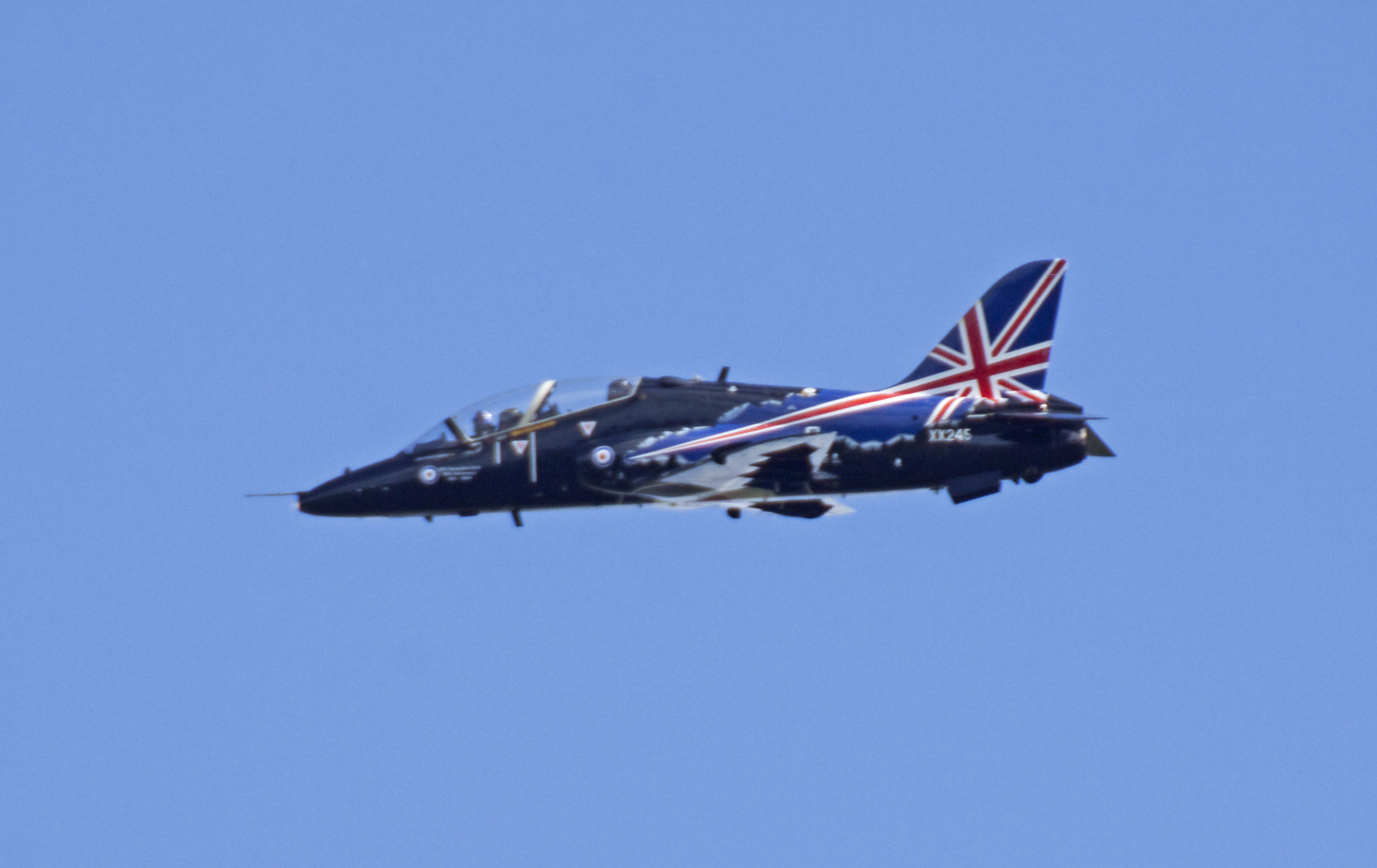
Das Hawk diente als Basis für HALO, um kostengünstig Maßnahmen zur „Signaturkontrolle“ zu erproben.

Großbritannien begann 1994 Future Offensive Aircraft (FOA) Studien für das Staff Target Air 425 zu erstellen, welches als Ersatz den Panavia Tornado gedacht war. Als Referenz wurde die Tornado-2000-Variante angenommen, und Alternativen bewertet. Während die Tornado-Variante die preiswerteste Lösung war, und eine Variante des Eurofighters mittelpreisig, wäre eine Neuentwicklung mit ausgewogenen Tarnkappeneigenschaften die teuerste Lösung. Bei den Neuentwicklungen wurden Unter- und Überschallentwürfe, STOVL-Konzepte sowie externe Lasten im Vergleich zu Waffenschächten untersucht. BAE Systems wollte das ST(A)425 als europäisches Programm mit Frankreich und Deutschland umsetzen; Zuspruch dafür kam von der DASA. Der Bau eines Prototyps war angedacht. Im August 1994 wurden die Briten von den USA gezwungen, das Advanced Short Take-off and Vertical Landing (ASTOVL) Programm, an dem sie beteiligt waren, mit dem Joint Advanced Strike Technology (JAST) Programm zusammenzulegen. Nun wurde auch untersucht, ob die konventionelle JAST-Variante die FOA-Anforderungen erfüllen könnte, denn die Finanzierung von zwei Kampfflugzeug-Entwicklungsprojekten gleichzeitig schien kaum realisierbar. Im November 1995 startete Großbritannien das geheime HALO-Projekt. In der US-Presse wurde dazu das Gerücht verbreitet, dass es sich um ein hochgeheimes Tarnkappenflugzeug handeln würde, die Abkürzung für „High Agility Low Observable“ stehen und der Prototyp im Jahr 2000 fliegen würde. Es wurden Parallelen zwischen BAE Systems und den Skunk works beschworen, und das HALO der Vorgänger für ein Experimental Aircraft Project (EAP) II sei. Losgelöst davon präferierte die Royal Air Force nun ein Flugzeug mit zwei Triebwerken, internem Waffenschacht, Abstandswaffen und Schubvektorsteuerung. Da das JAST nur einstrahlig war, kam es dafür nicht in Frage, stattdessen wurde eine Zusammenarbeit mit Frankreich angestrebt. Beide Länder starteten bereits im November 1990 das Advanced-Military-Engine-Technology-(AMET)-Programm, welches die Entwicklung des ACME II fortführen sollte. ACME und AMET sollten später zu einem Prototyptriebwerk für das FOA namens XG1100 führen. Ziel war ein Schub-Gewicht-Verhältnis für das Triebwerk von 15:1 im Jahr 2001, später 18:1. Die Turbineneintrittstemperatur sollte auf 2100 K gesteigert werden.
Im April 1996 wurde festgelegt, dass das Future Offensive Aircraft (FOA) mehrere kleine aktiv phasengesteuerte Radaranlagen an den vorderen Flügelwurzeln und dem Flugzeugheck besitzen sollte, um das Situationsbewusstsein des Piloten zu verbessern. Ferner würden damit die Manövriermöglichkeiten im Luftgefecht mit BVR-Lenkflugkörpern verbessert, da die Flugzeugnase nicht auf ein Ziel gerichtet werden muss. Die Radartechnik dazu wurde mit dem AMSAR erforscht, welches von einem GEC-Thomson-DASA-Konsortium gebaut wurde. Das FOA wurde nun als mögliches französisch/deutsches/britisches Gemeinschaftsprojekt geplant. Im September wurden radikale Ansätze wie eine Mini-B2 ausgeschlossen, und eine Weiterentwicklung des Eurofighter Typhoon mit besserer Tarntechnik ins Auge gefasst. BAE Systems reichte dazu eine Variante mit vergrößerten Tragflächen ein. Das FOA sollte intern zwei 900-kg-Bomben und zwei Luft-Luft-Raketen tragen, oder vier 900-kg-Bomben und zwei externe Luft-Luft-Raketen. Die interne Waffenmitführung sollte aber nur verwirklicht werden, wenn ein Stealth-Design gewählt würde, was keineswegs sicher war. Ein Fluggerät mit Zwei-Personen-Besatzung und zwei Triebwerken wurde als favorisiertes Konzept eingestuft, war aber noch nicht sicher. Das Programm begann sich nun zu entfalten, denn unbemannte Fluggeräte und ein Billig-Bomber mit Abstandswaffen auf Basis einer Zivilmaschine wurden nun ebenfalls als Option gesehen.
Im August stand das Staff Target (Air) 425 fest. Demnach sollte das Flugzeug für Abriegelung aus der Luft, offensive Luftüberlegenheitsjagd, taktische Aufklärung, Suppression of Enemy Air Defences, Luft-Boden-Einsätze und offensive Luftunterstützung eingesetzt werden. Das Flugzeug sollte bemannt sein; ob es ein Tarnkappenflugzeug sein würde, war unsicher. Aufgrund der projektierten hohen Kosten wurde eine europäische Zusammenarbeit angestrebt, was opportun erschien, da Frankreich und Deutschland zur selben Zeit nach einem Nachfolgemuster für Dassault Mirage 2000D/N und Panavia Tornado Ausschau hielten. Rolls-Royce und Snecma arbeiteten bereits im Advanced Military-Engine Technology (AMET) Programm zusammen, und GEC und Thomson-CSF beim AMSAR. Daimler-Benz Aerospace (DASA) stieg bereits in das AMSAR-Programm ein, während sich MTU um eine Mitarbeit bei AMET bewarb. Die konventionelle JSF-Variante wurde von der RAF abgelehnt, da sie die FOA-Anforderungen nicht annähernd erreichen würde. Manfred Bischoff, der Vorstandsvorsitzender der Daimler-Benz Aerospace, sprach BAE Systems die zentrale Position im Programm zu, um die sich die anderen Firmen versammeln sollten. Zwar wurde im Vereinigten Königreich eine transatlantische Zusammenarbeit zwischen Europa und den USA ausgeschlossen, die Frage ob ein US-UK- oder UK-FR-DE-Programm gestartet werden sollte, blieb aber weiter offen. Eine Zusammenarbeit mit Deutschland wurde wegen der deutschen Störaktionen beim Eurofighter-Programm für suboptimal erachtet. Da die US Air Force auch ein Ersatz für die F-117 und F-15E suchte (mutmaßlich durch eine Art FB-22), sah Lockheed eine Chance Großbritannien mit ins Boot zu holen.

### Ausweitung des Programms
Anfang 1997 wurde das Future Offensive Aircraft (FOA) in Future Offensive Air System (FOAS) umbenannt. Für das FOAS wurde eine Reihe von Systemen untersucht, inklusive UAVs und Großraumflugzeuge als Marschflugkörperträger. Für Forschungszwecke wurden vom Verteidigungsministerium des Vereinigten Königreichs nun £ 35 Millionen freigegeben, davon £ 6 Millionen für eine gemeinsame Studie mit Frankreich. Eine Weiterentwicklung des Eurofighters mit mehr Reichweite, Nutzlast und Tarntechnik wurden ebenso wie eine Variante der F-22 oder des Joint Strike Fighter untersucht. Es wurde auch festgelegt, dass das Flugzeug ein synthetisches Cockpit zum Schutz vor Hochenergielasern (HEL) besitzen müsse. Während das Radar der nächsten Generation mit dem europäischen AMSAR Gestalt annahm, kam die Kooperation beim Triebwerk ins Stocken. Frankreich schlug deshalb vor, ein Joint-Venture von Rolls-Royce und Snecma zu gründen. Im Herbst 1997 wurde das Fertigungsdatum für FOAS von 2015 auf 2018 hochgesetzt, und eine Kampfwertsteigerung des Tornado beschlossen. Die Auswahl der bemannten FOAS-Varianten beschränkte sich nun auf eine Jagdbomberversion des Eurofighters mit größerem Flügel und besserer Tarntechnik, und einer Jagdbomberversion der F-22 Raptor. Durch die Verschiebung der Indienststellung von FOAS konnten die zeitlichen Vorstellungen von Großbritannien, Frankreich und Deutschland angenähert werden.
Im Frühling 1998 legte der Chef der Rüstungsbeschaffung fest, dass unbemannte Luftfahrzeuge eine Reihe von Aufgaben des Future Offensive Air System (FOAS) übernehmen könnten. Die UAVs sollten die bemannte Variante aber nur ergänzen, nicht ersetzen. Ferner wurde über ein Joint-Venture zwischen BAE und Dassault nachgedacht. Im September 1998 bat BAE Systems die Regierung ihre Entscheidung für ein oder mehrere FOAS-Konzepte, welche für März 2000 geplant war, zu verschieben, bis Technologiestudien abgeschlossen seien. Zu dieser Zeit wurde 650 Technologien von französischen und britischen Firmen, welche an FOAS arbeiteten, untersucht, darunter GEC, Matra BAe Dynamics, Rolls-Royce und Smiths Industries, aber auch Lockheed Martin.
Im Februar 1999 überlegte Australien, in das FOAS-Programm einzusteigen, um die F-111 „Pigs“ abzulösen. BAE Systems versuchte gleichzeitig, den Eurofighter als F-18-Ersatz schmackhaft zu machen. Avpro, BAE Systems und die Defence Evaluation and Research Agency (DERA) arbeiteten weiter Konzepte aus, darunter auch ein Konzept, bei dem ein Tarnkappenflugzeug als „Mutterschiff“ für UCAVs mit Luft-Boden-Bewaffnung dient. Im April 1999 wurde eine 18-monatige Studie über Unmanned Air Vehicles (UAVs) und Conventional Air Launched Cruise Missiles (CALCMs) in Auftrag gegeben. Die bevorzugte Einsatzmöglichkeit der Drohnen wurden als unbemannter Flügelmann zu einem bemannten Kampfflugzeug gesehen. Eine Entscheidung der Royal Navy bezüglich ihres Future Carrier Borne Aircraft (FCBA) sollte auch Einfluss auf das FOAS-UAV und FOAS-CALCM haben.
Im August 1999 wurden britische und französische Firmen gebeten, requests for proposals (RFPs) für technology demonstrator programmes (TDPs) für das Future Offensive Air System (FOAS) einzureichen. Bemannte Flugzeuge, unbemannte Maschinen und Marschflugkörper sollten die FOAS-Anforderungen erfüllen, um die Royal Air Force Panavia Tornados um 2017 zu ersetzen. Das französische und britische Verteidigungsministerium gaben die RFPs gemeinsam an European Aero Systems, ein Joint-Venture von British Aerospace und Dassault, sowie Marconi Electronic Systems und Thomson-CSF, und die Triebwerksbauer Rolls-Royce und Snecma. Deutschland signalisierte nun Interesse dem Programm beizutreten, die Verhandlungen dazu sollten im Jahr 2000 abgeschlossen sein.
Mitte 2000 sah BAE Systems den Eurofighter als Hauptplattform für das FOAS-Programm. Dazu könnte ein Waffenschacht eingerüstet werden, und zusätzliche Conformal Fuel Tanks auf dem Oberrumpf installiert werden. Zusätzlich sollten Maschinen der Tranche 3 eine „360° Sensorabdeckung“ besitzen, vermutlich war mit dieser Pressemeldung die Radarentwicklung gemeint, siehe oben. Ein größerer Tragflügel und integrierte Modulare Avionik waren ebenfalls angedacht. Deutschland plante nun dem EuroDASS-Konsortium wieder beizutreten.

### Programmende

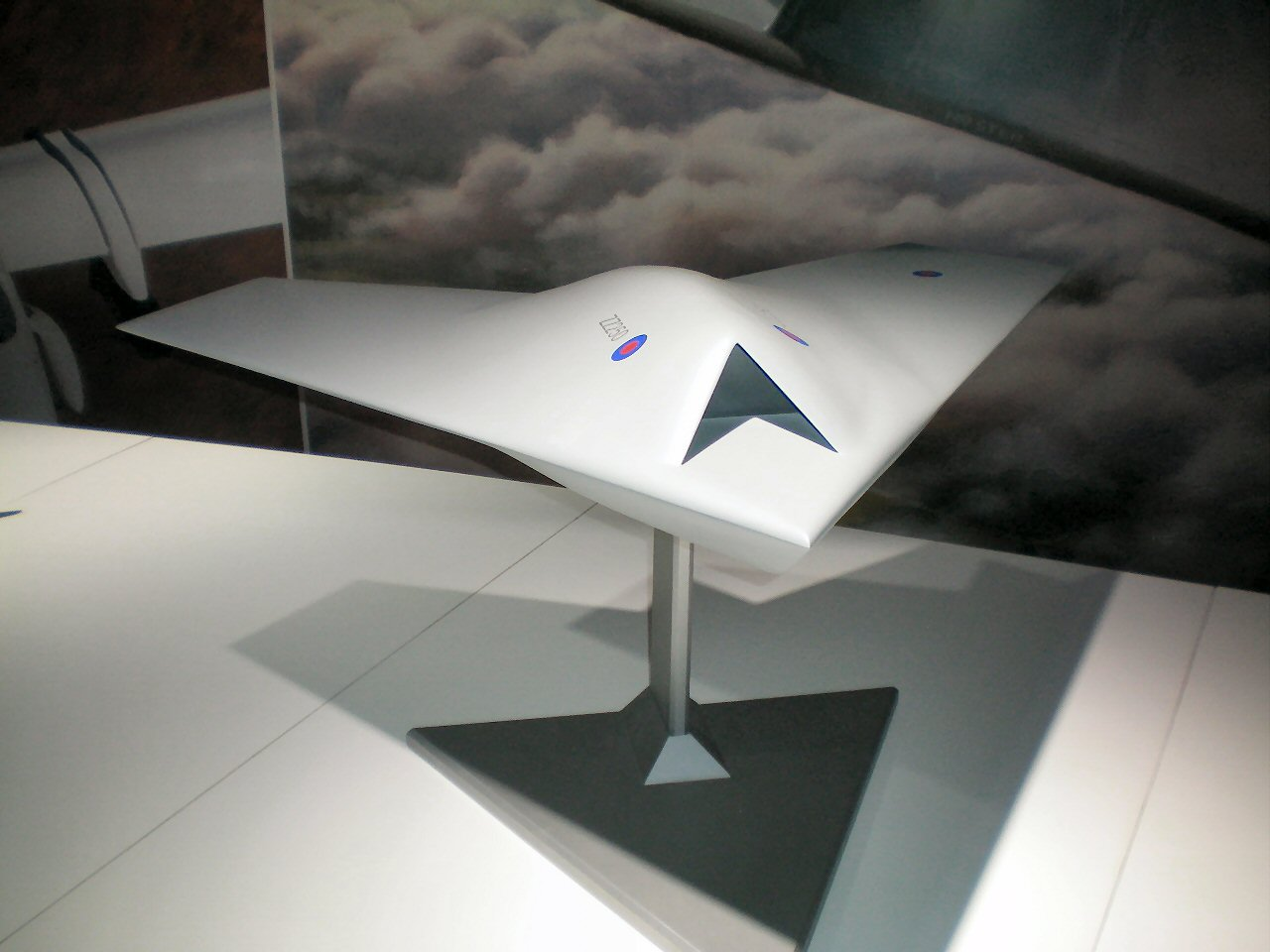
BAE Taranis, die ABM-Maßnahme

Im Januar 2001 beschloss Geoff Hoon, dass sich das Vereinigte Königreich am Joint Strike Fighter Program beteiligen würde. Im Jahr 2002 wurden die FOAS-Studien verlängert, das bemannte Flugzeug sollte nun auf dem Eurofighter oder dem JSF basieren. Im Oktober wurden £ 700.000 für eine neunmonatige Studie zur Network-Centric Warfare des FOAS in Auftrag gegeben. Im Mai 2003 wurde MBDA mit einer zweijährigen Studie versehen, den Airbus A400M als Billig-Bomber für Storm Shadow Marschflugkörper umzurüsten. Die Boeing C-17 und Lockheed C-130 wurden ebenfalls als Option für das Large Non-Penetrating Aircraft (LNPA) gesehen. Im Mai 2004 wurde eine Grundsatzentscheidung des Vereinigten Königreiches bezüglich FOAS erwartet, der genaue Kräftemix sollte aber erst 2008/2009 beschlossen werden. Allerdings begann Frankreich mit dem Bau der Dassault Neuron, und ließ die Briten allein im Regen stehen. Deshalb forderte BAE Systems im Juni, dass, bevor eine europäische oder amerikanische Zusammenarbeit im UCAV-Bereich erfolgen könne, ein nationales Programm nötig sei. Die britisch-französische Zusammenarbeit bei FOAS war damit Makulatur. 2005 wurde das Future Offensive Air Systems (FOAS) durch das Strategic Unmanned Air Vehicles (Experiment) (SUAVE) Programm ersetzt, welches sich ausschließlich auf Drohnen konzentrieren sollte. Die Einsatzbereitschaft der Tornados wurde nun bis 2025 verlängert. Großbritannien wendete sich deshalb, obwohl mit dem Technologietransfer unzufrieden, verstärkt dem JSF-Projekt zu. Aufgrund des schlechten Transfers beim JSF vereinbarte BAE Systems mit dem Verteidigungsministerium des Vereinigten Königreichs 2004, eine eigene Drohne als “Arbeitsbeschaffungsmaßnahme” zu bauen. Zurzeit läuft mit dem European Technology Acquisition Programme ein Nachfolgeprojekt.

## Einsatzüberlegungen

### FOAS
Hauptziel des FOAS war es, Offensivkapazität mit großer Reichweite zu verbinden. Wegen des Zweiten Golfkrieges und dem Bosnienkrieg wurde dies trotz des Endes des Kalten Krieges für notwendig erachtet. Das Flugzeug sollte die gegnerischen Schwerpunkte tief in feindlichem Gebiet angreifen um seine Fähigkeit zur Kriegsführung einzuschränken. Dabei sollten mobile und stationäre Hochwertziele angegriffen werden. Zur Zeit der FOAS-Studien wurde diese Aufgabe vom Panavia Tornado wahrgenommen. Die Kampfwertsteigerung auf Tornado 2000 (facettierter Vorderrumpf zur RCS-Reduktion, Conformal Fuel Tank am Unterrumpf, verlängerter Rumpf für mehr Kraftstoff, EloGM-Behälter) wurde als zu beschränkt abgelehnt. Der laszive Verkauf von Flugzeugen der Flanker-Serie und Flugabwehrsystemen der SA-10/12/20-Serie durch Russland an andere Länder wurde ebenfalls als Problem angesehen. Im Gegensatz zur USAF hat die RAF auch nicht den Luxus, für jede Aufgabe wie Abstandsstörung oder SEAD auf ein eigenes, spezielles Flugzeug zugreifen zu können.
In den Systemstudien zum FOAS wurde von einem Luft-Boden-optimierten Flugzeugentwurf mit robusten Luft-Luft-Fähigkeiten ausgegangen. Bei der Bewaffnung waren keine großen Sprünge geplant, nur für die Luftüberlegenheitsjagd wurde eine zusätzliche Energiewaffe als nützlich angesehen. Das Situationsbewusstsein der Gruppe sollte durch weltraumgestützte Sensoren, Datenfusion in der Gruppe und getarnte Datenlinks mit Reichweiten von über 80 km und Datenübertragungsraten von über 1 MBit/s sichergestellt werden. Die Latenzzeit des JTIDS von 12 Sekunden wurde als unzureichend bewertet. Nach Möglichkeit sollte nur ein Flugzeug der Gruppe mit aktivem LPI-Radar senden, besser mit Bistatischem Radar arbeiten, und die Daten an andere Maschinen weitergeben, welche nur mit Infrarotsuchsystemen nach Zielen suchen. Eine geänderte Zielzuweisung während des Fluges (re-targeting) und eine Änderung der Rolle (re-roling), z. B. das Fliegen eines Luftüberwachungseinsatzes nach einer Bombardierung, wurden angestrebt.

### FAWS
Deutschland begann etwa zur gleichen Zeit mit den Future Airborne Weapon System (FAWS) Studien, um einen Ersatz für den Tornado zu finden. Wie Großbritannien auch kam man zu dem Schuss, dass ein bemanntes Kampfflugzeug allein keine Lösung sei. Stattdessen wurde eine Ergänzung durch unbemannte Kampfflugzeuge und Marschflugkörper als beste Lösung angesehen. Die Vorzüge einer Kampfdrohne wurden in der höheren Ausdauer und der Möglichkeit, aggressivere Manöver zu fliegen (bis 20 g), gesehen. Der Einsatz gegen Bodenziele tief in feindlichem Gebiet unter starker Luftverteidigung wurde daher als sinnvoll erachtet. Eine Drohne böte auch die Möglichkeit, die Lebenszykluskosten zu reduzieren, da Trainingsflüge entfallen können.
Marschflugkörper wurden als Alternative zu UCAVs gesehen, allerdings in ihrer Flexibilität beschränkt. Die Marschflugkörper sollten deshalb während des Fluges auf Alternativziele eingewiesen werden oder den Angriff abbrechen können. Bordeigene Sensoren mit hoher Auflösung und Ziel-Updates in Echtzeit würden den Einsatz gegen mobile Ziele möglich machen. Studien der IABG zeigten, dass ein rückkehrfähiges System mit Waffenabwurf 10 bis 20 % teurer sei als eine Einweglösung, mit einem geringen Vorteil bei den Lebenszykluskosten für die Einweglösung. Allerdings wurde einem UCAV eine Möglichkeit als Aufklärungsflugzeug, Abstandsstörer und Jagdbomber für SEAD mit Anti-Radar-Raketen zugesprochen. Da die Kampfdrohne dieselben Geschwindigkeiten eines bemannten Kampfflugzeuges erreichen sollte, wäre auch ein gemeinsamer Einsatz mit bemannten Flugzeugen denkbar. Ein Einsatz von BVR-Luft-Luft-Raketen gegen feindliche Flugzeuge wurde als naheliegend angesehen, die Fähigkeit zum Dogfight wurde wegen des fehlenden Piloten für suboptimal befunden. Ein Einsatz für Lufteskorten war deshalb angedacht. Bessere Fähigkeiten in der elektronischen Kampfführung und im Informationskrieg zur Blockierung der gegnerischen Kommunikation durch Rauschstören wurde gefordert. Der Einsatz von Energiewaffen wie Hochenergielaser (HEL) und Hochleistungsmikrowellen (HPM) durch den Gegner wurde für wahrscheinlich erachtet, ebenso der eigene Einsatz von HPM-Bomben.
Eine Verkleinerung der Flugzeugzelle gegenüber einem bemannten Kampfflugzeug wurde als unwahrscheinlich angesehen. Das UCAV sollte Tarnkappeneingeschaften und Waffenschächte besitzen, trotzdem wurde der Terrainfolgeflug zur Reduzierung der Radarreichweite des Gegners und der Einbau eines EloGM-Systems empfohlen. Aktive Sensoren wie Radar sollten so gut wie nie eingesetzt werden, höchstens zur Zielauffassung. Um das Bedürfnis nach einem (störanfälligen) Datenlink zu reduzieren, sollte das UCAV so autonom wie möglich sein. Daten sollten stets verschlüsselt werden, und die Datenverarbeitung von allen Sensoren mit Kontakt zur Außenwelt sollte nach korrumpierten Daten Ausschau halten, und als Firewall für andere Systeme dienen. Die On-Board-Systeme sollten gegen Energiewaffen elektromagnetisch abgeschirmt werden.

## Systeme

### FOAS

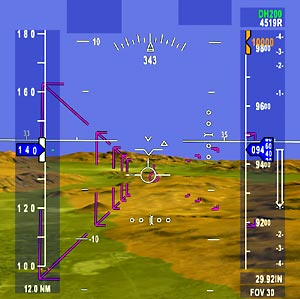
Beispiel einer synthetischen Sicht: Das Bild wird durch MMW-Radar und Infrarotsensoren erzeugt (NASA)

Die bemannte Version sollte zwei Triebwerke und eine Crew von zwei Personen besitzen. Das Cockpit sollte – zumindest zeitweise – undurchsichtig werden, um die Besatzung vor Hochenergielasern zu schützen. Die Besatzung müsste sich dann vollständig auf elektrooptische und Radarsensoren verlassen (synthetisches Cockpit). Das Flugzeug sollte eine Supercruisegeschwindigkeit von Mach 2 erreichen, und eine Höchstgeschwindigkeit von über Mach 2. Waren anfangs noch 8000 kg interne Waffenlast und ein Einsatzradius von 3000 km geplant, wurden später kleinere Waffenschächte eingeplant. BAE führte zum Waffenauswurf aus einem Schacht theoretische Untersuchungen durch. Avpro, BAE Systems und DERA arbeiteten zwei Kampfflugzeugkonzepte für eine Neuentwicklung aus:
- FOAS-1: Delta-Canard-Kampfflugzeug mit stark gepfeiltem, geschwungenem Deltaflügel, dessen Enden Winglets mit ca. 45° Neigung als Seiten- und Höhenruder hatten. Das ganze Fluggerät war sehr flach und mit geschwungenen Formen aufgebaut, mit weit vorn liegenden, nach unten geneigten Entenflügeln zur Dämpfungskontrolle und Erhöhung der Manövrierfähigkeit. Der Lufteinlauf für die beiden Triebwerke war wie bei der North American F-107 über dem Ein-Personen-Cockpit angebracht, die Triebwerksdüsen in die Tragflächenhinterkanten integriert. Sollte auch als unbemannte Version existieren. Die Abmessungen betrugen 21 m × 15,8 m × 3,3 m (L×B×H).[37]
- FOAS-2: Die BAE Replica ist praktisch eine Kopie der Northrop YF-23. Das Cockpit sollte zwei Personen nebeneinander aufnehmen, und besaß durch den verdickten Rücken keine Sicht nach hinten. Die Abmessungen betrugen 15,7 m × 13 m (L×B).[37]

Um 1998 wurde auch eine Variante auf Basis der F-22 und eine Weiterentwicklung des Eurofighters ins Auge gefasst. Während eine Variante auf Basis der F-22E Block 10 zu teuer war, hätte ein Typhoon mit Conformal Fuel Tanks (CFT), stärkeren Triebwerken und Waffenschacht die FOAS-Anforderungen erfüllt. Anfangs wurde noch eine Eurofighter-Variante mit größerer Tragfläche untersucht, aber später die CFT-Lösung für ausreichend befunden. Nebenbei ist dies die einzige halboffizielle Aussage, dass der Eurofighter potentiell Mach 2 ohne Nachbrenner erreichen kann.

### FOAS-UAV
Avpro, BAE Systems und DERA arbeiteten auch drei Drohnenkonzepte für das Future Offensive Air System (FOAS) aus:

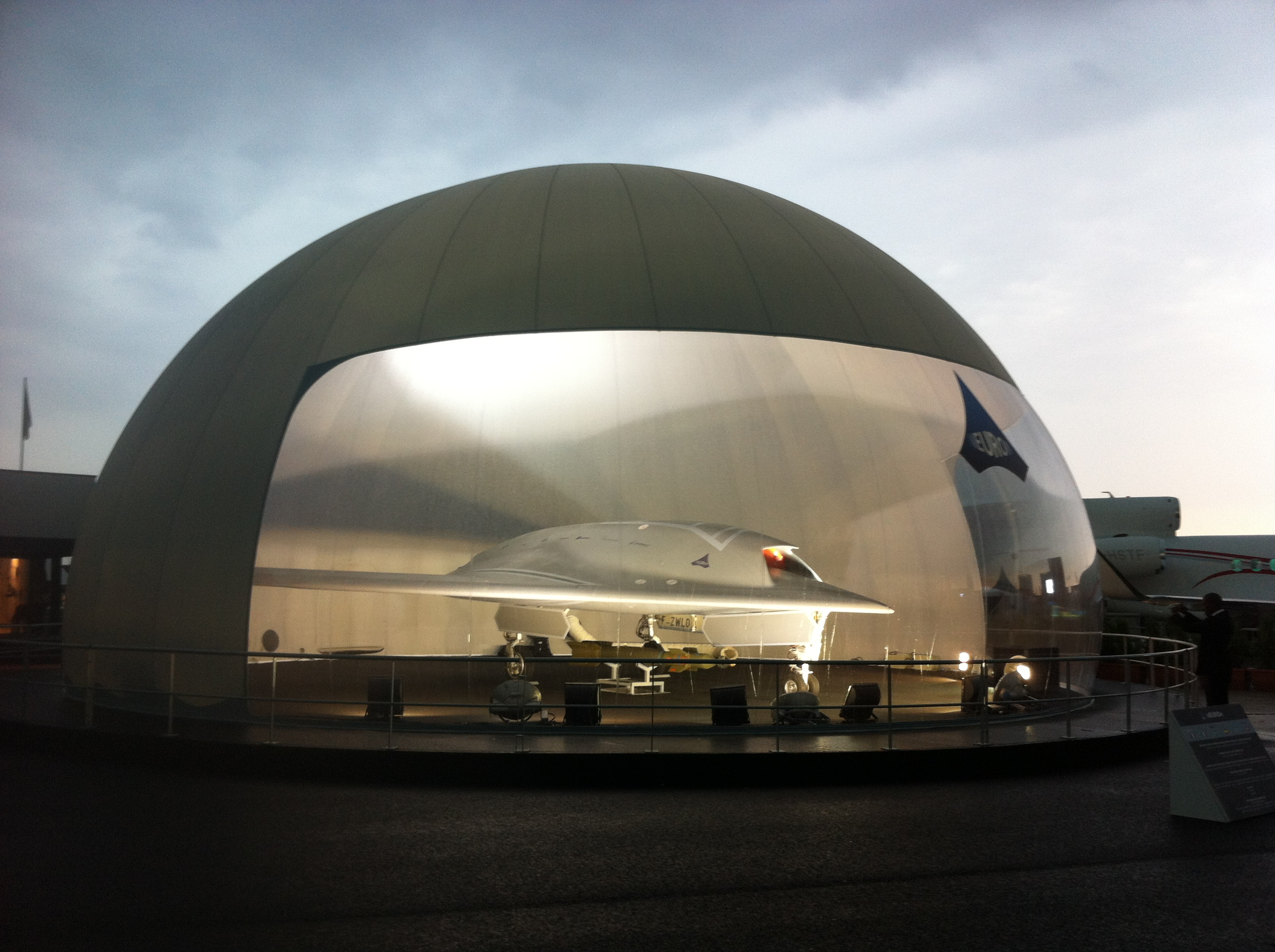
Neuron auf der Paris Air Show 2013

- UCAV-I: Das „Avenger“ war ein senkrechtstarkt- und landefähiges Konzept, das praktisch nur aus einem Deltaflügel bestand, dessen Enden Winglets mit ca. 45° Neigung als Seiten- und Höhenruder hatten. Der Baucheinlauf befördert die Luft direkt in das dahinter liegende Triebwerk, welches wie das Rolls-Royce Pegasus aufgebaut war: Ein Teil der Luft wird nach dem Fan durch Vektordüsen links und rechts des Triebwerkes geleitet, der Rest nach der Turbine. Die Maschine sollte mit einem rumpfkonformen Phased-Array-Radar mit LPI-Eigenschaften für Luft-Luft- und Luft-Boden-Einsätze ausgerüstet werden, sowie einem Infrarotsuchsystem (IRST). Eine direkte Steuerung über synthetische Sicht war angedacht. Abmessungen 9,4 m × 10 m × 1,3 m.[37]
- UCAV-II: Das namenlose Konzept besaß bis auf den Baucheinlauf von vorn und der Seite Ähnlichkeit mit einer Lockheed Martin RQ-3, war aber ein Nurflügel-Delta mit M-förmiger Hinterkante. Sollte konventionell starten und landen, RATO und Trägertauglichkeit waren angedacht. Abmessungen 5,2 m × 12 m × 1,5 m.[37]
- UCAV-III: Der „Archangel“ war ein Delta-Canard-Entwurf, wobei der Delta eher ein Trapezflügel wie bei der YF-23 war. Die Entenflügel waren wie bei der X-36 direkt vor den Tragflächen angebracht. Hinter dem Baucheinlauf direkt unter der Nase war der Waffenschacht mit zwei Türen für Luft-Luft- und Luft-Boden-Waffen. Die Kampfdrohne sollte noch eine BK-27 oder M61 Vulcan aufnehmen. Die Düsenunterseite am Heck war verlängert, um die Abgase gegen Bodenbeobachter abzuschirmen. Das aerodynamisch instabile Konzept sollte hochmanövrierfähig sein, und höhere g-Lasten als ein bemanntes Flugzeug ziehen können. Die Abmessungen betrugen 7,16 m × 7,5 m × 1,66 m.[37]

Wie auch bei den bemannten Konzepten wurden Suggestivbilder veröffentlicht, welche z. B. eine Archangel-Luftkampfdrohne bei der Jagd auf Flanker-Flugzeuge zeigen. Während das Konzept UCAV-III eher den deutschen Vorstellungen entsprach, sprach das Konzept UCAV-II Frankreich und Großbritannien zu. Da sich Frankreich auf Französisch verabschiedete, aber die Requests for Proposals von Briten und Franzosen gemeinsam entwickelt wurden, sehen sich Dassault Neuron und BAE Taranis sehr ähnlich.

### FOAS-CALCM
Die Anforderungen an einen konventionellen Marschflugkörper (Conventional Air Launched Cruise Missile, CALCM) sind nicht bekannt, außer dass er 1600 km Reichweite besitzen sollte. Allerdings wurde von Avpro, BAE Systems und DERA auch hier ein Konzept namens „Proteus“ veröffentlicht. Der stark facettetierte Marschflugkörper mit V-Leitwerk und vorwärts gepfeilten, ausschwenkbaren Tragflügeln sollte mit modularen Nutzlasten ausgerüstet werden können. Die Funktion wird heute von Storm Shadow und Taurus wahrgenommen. Beide Marschflugkörper können mit verschiedenen Nutzlasten ausgerüstet werden, beim Taurus ist noch ein Zwei-Wege-Datenlink angedacht, um die Wünsche der FAWS-Studien zu berücksichtigen. Die geforderte Reichweite wird von keinem der beiden Systeme erreicht. Für den Taurus ist aber eine Variante mit dem Suggestivnamen Taurus 2000 mit entsprechender Reichweite angedacht.

### FOAS-LNPA

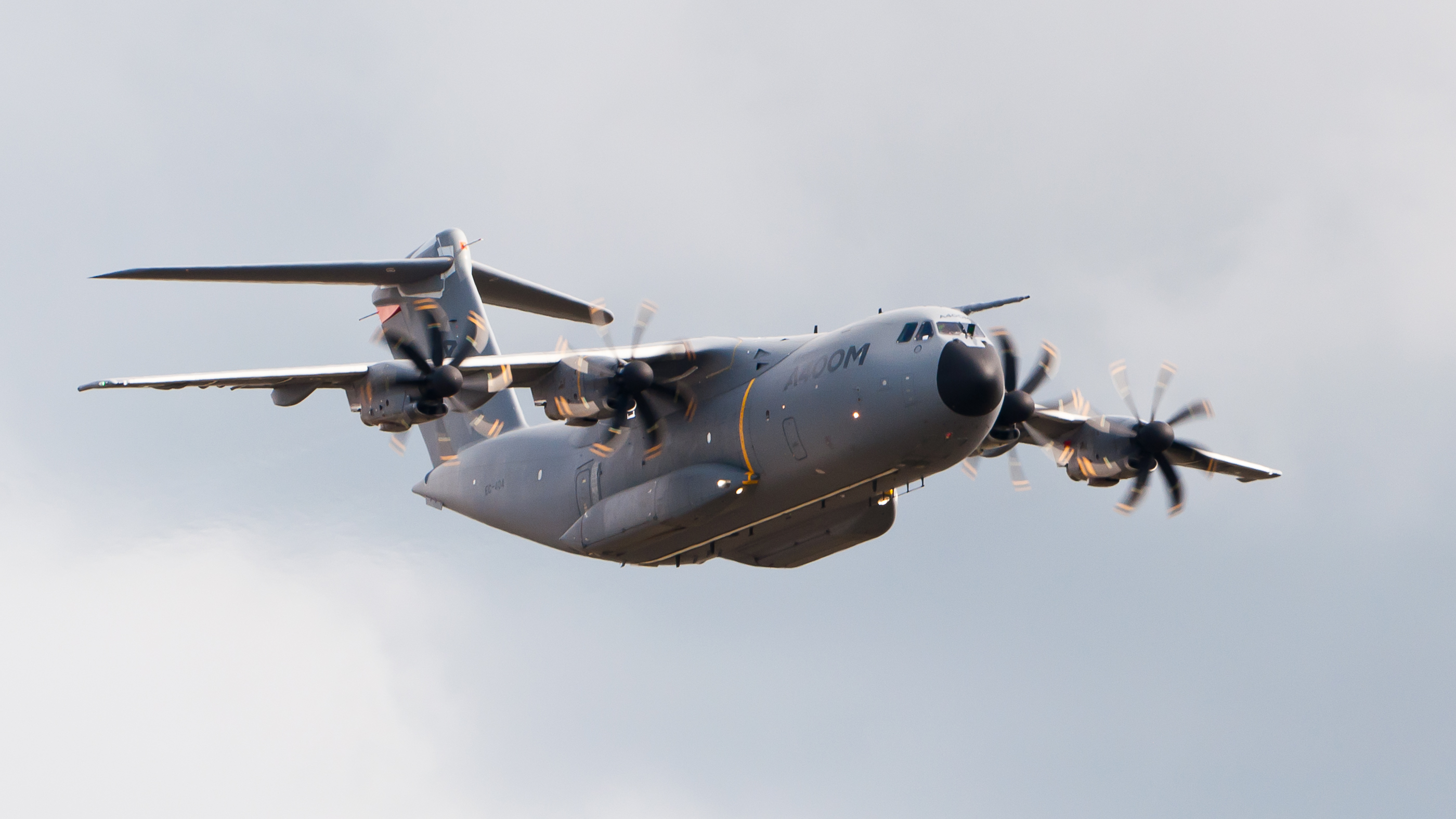
A400M auf der ILA 2012

Das Large Non-Penetration Aircraft (LNPA) sollte als Billig-Bomber CALCM-Marschflugkörper an die Front bringen. Dafür wurden Verkehrsflugzeuge von Airbus und Boeing untersucht, sowie C-130, C-17 und A400M Transportmaschinen. 2003 wurde MBDA mit einer Zwei-Jahres-Studie beauftragt, die Eignung des Airbus A400M zu untersuchen. Offensichtlich war die Fünf-Millionen-Pfund-Anstrengung von Erfolg gekrönt, den MBDA patentierte das Verfahren für den A400M. Demnach wird ein Missionskit in den A400M eingebaut, welches aus Transportgestellen für Marschflugkörper (Taurus KEPD 350/150, Storm Shadow, Scalp EG, Apache) und einem speziellen Kran am Ende des Laderaums besteht. Die Marschflugkörper können so paketweise eingeladen werden, und im Flug des Transporters auf ihr jeweiliges Ziel programmiert werden. Danach werden diese mit dem Kran einzeln zur Laderampe befördert, und unter der Laderampen-Öffnung im Luftstömungsfeld positioniert. Anschließend werden diese ausgeklinkt, und wie bei der Unterflügelstation eines Kampfflugzeuges fallen gelassen.
Der Vorteil ergibt sich aus den wesentlich günstigeren Transportkosten der Marschflugkörper zum Abwurfpunkt verglichen mit einem Jagdbomber, der größeren Reichweite und Ausdauer des A400M gegenüber einem Jagdbomber und der Umrüstbarkeit der A400M nach dem Ende des Marschflugkörpereinsatzes.